# Hot Fuzz
Pour les articles homonymes, voir Super flic.
Série Blood and Ice Cream Trilogy
Shaun of the Dead
(2004) Le Dernier Pub avant la fin du monde
(2013)
Pour plus de détails, voir Fiche technique et Distribution.
Hot Fuzz, ou Super flic au Québec, est un film franco-américano-britannique réalisé par Edgar Wright et sorti en 2007.
Ce film fait partie de la Blood and Ice Cream Trilogy, qui comporte Shaun of the Dead (2004) et Le Dernier Pub avant la fin du monde (2013). Les liens entre ces trois films sont le réalisateur Edgar Wright, les acteurs Simon Pegg, Nick Frost et Bill Nighy, les glaces Cornetto que les personnages ne manquent pas d'acheter au cours de l'histoire, et le cinéma de genre puisqu'il s'agit de films mêlant l'humour avec le slasher et le buddy movie.

## Synopsis
À Londres, le policier Nicholas Angel est le meilleur de son équipe, aussi à l'aise dans la résolution d'affaires que dans l'action, à tel point qu'il fait passer ses collègues pour de simples gardiens de la paix totalement incompétents. Afin de faire cesser cette comparaison qui désavantage le reste de sa brigade, son chef lui offre une « promotion » dans le petit village de Sandford dans le Gloucestershire, patelin vainqueur depuis plusieurs années du titre de « Village de l’année » où il ne se passe quasiment rien, selon l'association de surveillance du voisinage, gérée par les propriétaires des commerces de la ville. Motivée par cette affectation forcée, la fiancée de Nicholas décide de le quitter en lui reprochant notamment son perfectionnisme et sa dépendance au travail, traits de caractère qui seront, par ailleurs, incompatibles avec la vie apaisée et laxiste de Sandford.
Aux côtés du policier local Danny Butterman, fils immature du chef de police Frank Butterman et qui rêve de revivre les fusillades et les poursuites en tout genre de ses films d'action favoris, Nicholas règle quelques contraventions sans grand intérêt. Cependant, une série d'accidents étranges va le remettre dans l'action. Tout d'abord, un avocat et sa maîtresse sont retrouvés morts après une représentation de Roméo et Juliette dont ils tenaient les rôles-titres, assassinés par un homme cagoulé, mais les corps déplacés et retrouvés apparemment décapités dans un accident de la route. Appelé pour une dispute entre voisins, Angel découvre tout un arsenal d'armes sans permis et une mine maritime ; il saisit le tout et l'amène au commissariat.
Pendant une soirée au pub, Angel et Danny rencontrent Simon Skinner, gérant du supermarché, et George Merchant, un riche cuisiniste connu pour son alcoolisme. Les policiers raccompagnent Merchant chez lui avant de passer la nuit à regarder des films d'action chez Danny. Dans la même nuit, Merchant est tué par un homme qui provoque l'explosion au gaz de la grande maison. Seul Angel doute de l'accident ainsi que de celui de l'avocat et sa maîtresse, constatant les coïncidences évidentes de ces morts violentes en si peu de temps dans un village sans histoire. En effet, le reste de la brigade n'hésite pas à se moquer de lui en lui reprochant d'être trop ancré dans la criminalité des grandes villes.
Pendant une foire locale, Angel est approché par Tim Messenger, journaliste pour une gazette locale que tous les habitants méprisent pour les fautes de frappe dans son journal mais qui affirme savoir pourquoi Merchant est mort. Retenu par la tombola, Angel ne peut empêcher la mort de Messenger, tué par la chute d'une pierre du toit de l’église. Ne pouvant prouver l'assassinat et désespéré par le reste de la police qui le prend pour un fou, Angel se plonge dans les articles de Messenger pour découvrir ce qu'il savait.
Leslie Tiller, la fleuriste du village, dit à Angel qu'elle compte quitter la ville et vendre son commerce. Au moment où Angel quitte son magasin, Tiller est tuée. Angel commence à poursuivre le tueur qui lui échappe en semblant courir plus vite que la normale. Angel accuse Skinner des meurtres, ayant découvert une opération immobilière qui pourrait lui profiter et impliquant tous les morts, mais les caméras de surveillance prouvent que Skinner n'a pas quitté son supermarché. Angel pense alors à plusieurs tueurs avant d'en être dissuadé par le chef Frank Butterman
Angel est plus tard attaqué par Michael Armstrong, un employé de Skinner. Il prend le dessus et en retrouvant le commanditaire, surprend une rencontre secrète de l'association de surveillance. Quand il tente de les arrêter, il est interrompu par Frank Butterman, derrière l'association, qui explique comment il en est venu à tuer quiconque empêcherait Sandford de remporter le titre de « Village de l’année » depuis des années. Angel prend la fuite et parvient à quitter la ville grâce à Danny, qui feint de le tuer. Encore sous le choc des morts causées par son père, Danny enjoint Angel de quitter la ville pour de bon.
Angel retourne vers Londres avant de se remémorer les films d'action de Danny et retourner à Sandford. Armé des fusils saisis plus tôt, il retrouve Danny et prend d'assaut la ville. Le village calme devient le théâtre de fusillades entre les membres de l'association contre Angel et Danny, rejoints par les autres policiers manipulés depuis des années par Frank Butterman. Après une course-poursuite qui s'achève dans un modèle réduit de Sandford, Skinner et Butterman sont arrêtés.
Angel reçoit une proposition pour revenir à Londres, où son absence se fait ressentir, mais il choisit de rester. Alors que les policiers commencent à remplir les procès-verbaux, un dernier membre de l’association surgit et menace Angel. Danny s'interpose et prend une balle pour son ami, et dans l’agitation, la mine navale est activée, provoquant l’explosion du commissariat.
Un an plus tard, Angel et Danny assurent leur service dans Sandford, à la manière des films d'action.

## Fiche technique
Sauf indication contraire, les informations mentionnées dans cette section peuvent être confirmées par la base de données cinématographiques IMDb,  présente dans la section « Liens externes ».
- Titre français et original : Hot Fuzz
- Titre québécois : Super flic
- Réalisation : Edgar Wright
- Scénario : Simon Pegg et Edgar Wright
- Musique : David Arnold
- Direction artistique : Dick Lunn
- Distribution des rôles : Nina Gold
- Décors : Marcus Rowland
- Costumes : Annie Hardinge
- Maquillage et coiffure : Jane Walker
- Photographie : Jess Hall (en)
- Montage : Chris Dickens
- Production : Tim Bevan, Nira Parks (en) et Eric Fellner
  - Production exécutive : Natascha Warton
  - Production déléguée : Ronaldo Vasconcellos
  - Production associée : Karen Beever
- Sociétés de production : Studiocanal, Working Title Films, Ingenious Film Partners et Big Talk Productions
- Sociétés de distribution : Studiocanal (France), Universal Pictures International (Royaume-Uni)
- Budget : 8 000 000 £[1]
- Pays de production :  Royaume-Uni,  France,  États-Unis
- Langue originale : anglais
- Format : couleur (Technicolor) – 35 mm – 2,35:1 – son Dolby Digital EX
- Genre : comédie policière, comédie noire, action, buddy movie, slacher
- Durée : 121 minutes[2]
- Dates de sortie[3] :
  - Royaume-Uni : 14 février 2007
  - États-Unis, Canada : 20 avril 2007
  - France : 18 juillet 2007
- Classification[4] :
  - États-Unis : R
  - Royaume-Uni : interdit aux moins de 15 ans
  - France : tous publics[5]

## Distribution
Sauf indication contraire, les informations mentionnées dans cette section peuvent être confirmées par la base de données cinématographiques IMDb,  présente dans la section « Liens externes ».
- Simon Pegg (VF : Xavier Fagnon et VQ : Daniel Picard) : Nicholas Angel
- Nick Frost (VF : Alexis Victor et VQ : Tristan Harvey) : Danny Butterman
- Jim Broadbent (VF : Jean-Pierre Moulin et VQ : André Montmorency) : l'inspecteur Frank Butterman
- Bill Nighy (VF : Georges Claisse et VQ : René Gagnon) : Kenneth, le chef-inspecteur de la Metropolitan Police
- Timothy Dalton (VF : Edgar Givry et VQ : Mario Desmarais) : Simon Skinner
- Martin Freeman (VF : Rémi Bichet et VQ : Pierre Auger) : le sergent de la Metropolitan Police
- Stuart Wilson (VF : Philippe Catoire et VQ : Hubert Gagnon) : Dr Robin Hatcher
- Edward Woodward (VF : Yves Barsacq et VQ : Raymond Bouchard) : Tom Weaver
- Bill Bailey (VQ : Luis de Cespedes) : les deux sergents Turner
- Anne Reid (VF : Claude Chantal et VQ : Madeleine Arsenault) : Leslie Tiller
- Paddy Considine (VF : Julien Sibre et VQ : Olivier Visentin): l'inspecteur Andy Wainwright
- Rafe Spall (VF : Jérémy Prévost et VQ : Louis-Philippe Dandenault) : l'inspecteur Andy Cartwright
- Kevin Eldon (VF : Patrick Borg et VQ : François Sasseville) : le sergent Tony Fisher
- Olivia Colman (VF : Julie Dumas) : Doris Thatcher
- Tim Barlow (en) : Treacher
- Rory McCann : Michael « Lurch » Armstrong
- Julia Deakin : Mary Porter
- Paul Freeman (VF : Bernard Tiphaine et VQ : Denis Mercier) : le révérend Philip Shooter
- Colin Michael Carmichael (VF : Rémi Caillebot) : Clerk
- Adam Buxton (VF : Thierry Wermuth) : Tim Messenger
- Lucy Punch : Eve Draper
- David Bradley : Arthur Webley
- David Threlfall (VF : Bernard Alane) : Martin Blower
- Kenneth Cranham (VF : Pierre Dourlens et VQ : Jean-Marie Moncelet) : James Reaper
- Billie Whitelaw (VF : Lucie Dolène et VQ : Béatrice Picard) : Joyce Cooper
- Peter Wight (VF : Gérard Rinaldi) : Roy Porter
- Karl Johnson (en) (VF : Patrice Dozier) : Bob Walker
- Cate Blanchett (VF : Anne Mathot et VQ : Nathalie Coupal) : Jeannine (non crédité)
- Steve Coogan (VF : Constantin Pappas et VQ : François Trudel) : un inspecteur (non crédité)
- Peter Jackson : le voleur habillé en père Noël qui poignarde Nicholas Angel (non crédité)
- Edgar Wright : un client au supermarché Somerfield / la voix de Dave (non crédité)
- Garth Jennings : l'accro au crack (non crédité)

 Source et légende : version française (VF) sur RS Doublage et  Voxofilm
 Source et légende : version québécoise (VQ) sur Doublage.qc.ca

## Production
« Le titre Hot Fuzz est un hommage à tous ces films des années 80 et 90 qui avaient un titre en deux mots qui ne disait rien de l'histoire ou de l'esprit du film. Die Hard, Lethal Weapon ou Sudden Impact sont des exemples célèbres. En allant plus loin, on peut même trouver des titres comme Double Team de Tsui Hark ! Je suis fier d'ajouter Hot Fuzz à cette grande collection ! »

— Edgar Wright
Le tournage a lieu en 2006 à Londres (Hendon, etc.), ainsi que dans les comtés du Somerset (Wells) et du Hertfordshire (Welwyn Garden City).

## Accueil
Le film a connu un certain succès commercial, rapportant environ 80 573 000 $ au box-office mondial, dont 23 637 000 $ en Amérique du Nord, pour un budget de 16 000 000 $. En France, il a réalisé 166 744 entrées.
Il a reçu un accueil critique très favorable, recueillant 91 % de critiques positives, avec une note moyenne de 7,7/10 et sur la base de 197 critiques collectées, sur le site agrégateur de critiques Rotten Tomatoes. Sur Metacritic, il obtient un score de 81/100 sur la base de 37 critiques collectées.
Lors des Empire Awards 2008, il a remporté l'Empire Award de la meilleure comédie et a été nommé dans trois autres catégories : meilleur film britannique, meilleur acteur (Simon Pegg) et meilleure réalisation.